# Aloe calcairophila
Aloe calcairophila är en grästrädsväxtart som beskrevs av Gilbert Westacott Reynolds. Aloe calcairophila ingår i släktet Aloe och familjen grästrädsväxter. Inga underarter finns listade i Catalogue of Life.